# James Andrew Clarkson
James Andrew Clarkson (* 1906; † 1970) war ein US-amerikanischer Mathematiker, der nicht zuletzt auf den Gebieten der Analysis und Zahlentheorie arbeitete. Bekannt ist er vor allem für seine Beiträge zu Konvexitätsbedingungen normierter Räume in der Funktionalanalysis.
Clarkson erwarb seinen Bachelor-Abschluss am Dartmouth College 1929 und wurde 1934 bei Clarence Raymond Adams an der Brown University promoviert (On Definitions of Bounded Variation for Functions of Two Variables, On Double Riemann–Stieltjes Integrals). 1934 bis 1936 war er am Institute for Advanced Study. Ab 1940 lehrte er an der University of Pennsylvania und 1948 bis 1969 war er Professor an der Tufts University.
1936 bewies er nach ihm benannte Ungleichungen für Normen von Summen und Differenzen von messbaren Funktionen in Lp-Räumen. Aus ihnen leitete er die gleichmäßige Konvexität von Lp-Räumen ab. Er führte dabei das Konzept des gleichmäßig konvexen Raums ein.
Für seine Arbeit als Analytiker für die Auswertung von Bombenabwürfen erhielt er die Medal of Freedom.